# アドヴァングループ
株式会社アドヴァングループ（英: ADVAN GROUP CO.,LTD.）は、東京都渋谷区に本社を置き、建設資材や住宅設備機器、ユニットバスの製造販売するファブレスメーカーである。

## 広告展開
CM出演者
- 藤木直人

提供番組
- 出没!アド街ック天国（テレビ東京）